# Nordisk Gjenforsikrings Selskab
Nordisk Gjenforsikrings Selskab A/S var et dansk forsikringsselskab, stiftet 20. juni 1894. Firmaet havde adresse på Grønningen 23, København i en bygning fra 1910, tegnet af Axel Preisler. Firmaet blev senere overtaget af Baltica og indgår nu i Swiss Re.
Firmaet var igennem en række komplicerede navneskift: I 1985 blev firmaet til Nordisk Reassurance Selskab, i 1994 til Employers Reinsurance International A/S, i 1996 til ERC Frankona Reinsurance A/S, i 2000 til GE Frankona Reinsurance A/S for til slut i 2006 at blive til Swiss Re Copenhagen Reinsurance A/S.
Dets første bestyrelse var: Peter Carl Christian Olsen (1866-1926), Carl Emil Will (1850-1927), Carl August Julius Borgen (1850-1923) og Charles Alfred Iversen (1855-1934).
Bestyrelsen bestod i 1950 af: Professor, rektor for Polyteknisk Læreanstalt, Anker Engelund, der var formand, kreditforeningsdirektør, højesteretssagfører Thorstein Thorsteinsson, der var næstformand, professor, dr.polit. Carl Iversen, grosserer Rudolph Schmidt, direktør Jacob Tannenberg og direktør Valdemar Thiele.
Direktion i 1950: Jacob Tannenberg, Leif Koefoed (f. 1901) og Kaj Dethmer (f. 1893). Aktiekapital 10 mio. kr., hvoraf 70 % er indbetalt. Reserve- og sikkerhedsfond pr. 30. juni 1949: kr. 12.762.657. Præmie-, skades- og erstatningsreserver pr. 30. juni 1949: kr. 74.612.695.
Preislers bygning, der ligger i spidsen af den trekantede grund, har i mellemkrigstiden mistet noget af sin pynt på gavlene. I 2009 blev huset samt nabohuset minutiøst istandsat for 65 mio. kr. af den nuværende ejer, M. Goldschmidt Holding A/S.